# Clara Schumann
Clara Josephine Schumann, född Wieck 13 september 1819 i Leipzig, död 20 maj 1896 i Frankfurt am Main, var en tysk tonsättare och pianist. Hon var dotter till Friedrich Wieck, syster till Alwin och Marie Wieck och gift med Robert Schumann, med vilken hon fick åtta barn. Hon var en av sin tids mest framstående pianister och spelade lika utmärkt verk av Wolfgang Amadeus Mozart, Johann Sebastian Bach, Ludwig van Beethoven som av Felix Mendelssohn, Frédéric Chopin och Johannes Brahms, men var mest berömd för tolkningar av makens tonstycken.
Schumann utbildades av sin far, men studerade även musikteori och komposition för Christian Theodor Weinlig, Carl Gustav Kupsch och Heinrich Dorn. Hon uppträdde för första gången offentligt 1828, men hennes egentliga rykte härleder sig från 1837, då hennes bekantskap med Robert Schumann gav full mognad åt hennes uppfattning. Efter sitt giftermål i september 1840 företog hon mera sparsamt konsertturnéer, men efter makens död i juli 1856 uppträdde hon åter och hänförde publiken i Tyskland och England under årtionden. År 1863 bosatte hon sig nära Baden-Baden, och 1878–1892 var hon pianopedagog vid Joseph Hochs musikkonservatorium i Frankfurt am Main.
Schumanns kompositioner består av bland annat preludier, fugor, sånger, en pianokonsert och en trio. Hon reviderade samlingsupplagan av makens verk och utgav hans ungdomsbrev. Hennes biografi skrevs av Berthold Litzmann (tre band, 1902-08; flera upplagor). Hon invaldes 1870 som ledamot av Kungliga Musikaliska Akademien i Stockholm.

## Biografi
Clara Schumann var dotter till pianisten Friedrich Wieck och sångerskan och pianisten Mariane Wieck. Hon föddes i Leipzig år 1819 och började vid fyra års ålder lära sig spela piano av sin mor. Efter föräldrarnas skilsmässa år 1824 togs undervisningen över av hennes far som dessutom lärde henne bland annat musikteori och komposition. Vid nio års ålder, den 28 oktober 1828, gjorde Clara Schumann sin konsertdebut i Leipziger Gewandhaus och efter en turné till Paris 1831–1832 hade hon etablerat sig som en seriös musiker och inte bara en barnstjärna. Sitt internationella genombrott fick hon vid 18 års ålder i Wien där hon efter att ha gjort ett av de första spektakulära framträdandena av Beethovens Pianosonat nr 23 blev utnämnd till kaiserlich-königliche Kammervirtuosin (kejserlig och kunglig kammarvirtuos) av det habsburgska kejsarhuset.
Förutom att uppträda komponerade Clara Schumann även egen musik, varav vissa stycken användes vid hennes framträdanden. Hennes första stycke Der Abendstern skrevs redan år 1830 och hennes första opus Quatre Polonaise skrevs år 1831. Med hjälp av sin blivande make, Robert Schumann, skrev Clara Schumann sin pianokonsert Premier Concert pour le Pianoforte avec accompagnement d’orchestre vilken kom att bli hennes enda fullbordade pianokonsert.
I september år 1840 gifte hon sig med Robert Schumann och gick därefter under namnet Clara Schumann. De två var fortsatt musikaliskt verksamma, både enskilt och i par, fram till år 1854 då Robert Schumann råkade ut för en mental kollaps och blev inlagd på ett mentalsjukhus efter ett självmordsförsök och skulle komma att stanna där till sin död år 1856.
Clara Schumann fortsatte vara verksam även efter att maken blev inlagd på sjukhus. År 1856 gjorde hon sin första turné till England och fram till hennes avskedsturné år 1888 skulle England och framförallt London vara centrum för hennes konsertverksamhet.
Clara Schumann dog i Frankfurt am Main 1896.

## Eftermäle
Nedslagskratern Wieck på planeten Venus och asteroiden 10734 Wieck är uppkallade efter henne.

## Verk
- Verklista för Clara Schumann

## Filmer
- Geliebte Clara ("Kära Clara"), 2008 är en långfilm om Clara Schumann av Helma Sanders-Brahms med Martina Gedeck i rollen som Clara.
- Frühlingssinfonie ("Vårsymfoni"), 1983, av  Peter Schamoni, handlar om kärlekshistorien mellan Clara och Robert Schumann, spelade av Nastassja Kinski och Herbert Grönemeyer.